# Komisariat Straży Granicznej „Sulęczyno”
Komisariat Straży Granicznej „Sulęczyn” – jednostka organizacyjna Straży Granicznej pełniąca służbę ochronną na granicy państwowej w latach 1930–1939.

## Formowanie i zmiany organizacyjne
W drugiej połowie 1927 roku przystąpiono do gruntownej reorganizacji Straży Celnej. W praktyce skutkowało to rozwiązaniem tej formacji granicznej.
Rozporządzeniem Prezydenta Rzeczypospolitej Polskiej Ignacego Mościckiego z 22 marca 1928, do ochrony północnej, zachodniej i południowej granicy państwa, a w szczególności do ich ochrony celnej, powoływano z dniem 2 kwietnia 1928 Straż Graniczną.
Na bazie podkomisariatu z komisariatu Straży Granicznej „Sierakowice” zorganizowano w składzie Inspektoratu Granicznego nr 6 „Kościerzyna” komisariat Straży Granicznej „Sulęczyno”. Rozkazem nr 12 z 10 stycznia 1930 w sprawie reorganizacji Pomorskiego Inspektoratu Okręgowego komendant Straży Granicznej płk Jan Jur-Gorzechowski ustalił organizację komisariatu.

## Służba graniczna
Sąsiednie komisariaty:
- komisariat Straży Granicznej „Sierakowice” ⇔ komisariat Straży Granicznej „Lipusz” − styczeń 1930

## Funkcjonariusze komisariatu
| Kierownicy/komendanci komisariatu | Kierownicy/komendanci komisariatu | Kierownicy/komendanci komisariatu | Kierownicy/komendanci komisariatu |
| stopień                           | imię i nazwisko                   | okres pełnienia służby            | kolejne stanowisko                |
| --------------------------------- | --------------------------------- | --------------------------------- | --------------------------------- |
| aspirant                          | Bolesław Strzała                  | 15 III 1939 -                     |                                   |
| Zastępcy komendanta komisariatu   |                                   |                                   |                                   |
| starszy strażnik                  | Feliks Urych                      | 1 V 1939 –                        |                                   |

## Struktura organizacyjna
Organizacja komisariatu w styczniu 1930:
- komenda − Sulęczyno
- placówka Straży Granicznej I linii „Borowy Las”
- placówka Straży Granicznej I linii „Chośnica”
- placówka Straży Granicznej I linii „Jamno”
- placówka Straży Granicznej I linii „Gołczewo”
- placówka Straży Granicznej II linii „Sulęczyn”

Organizacja komisariatu w 1936:
- komenda − Sulęczyno
- placówka Straży Granicznej II linii Sulęczyno
- placówka Straży Granicznej I linii Borowy Las
- placówka Straży Granicznej I linii Chośnica
- placówka Straży Granicznej I linii Jamno
- placówka Straży Granicznej I linii Gołcewo